# Abierto de la República
O Abierto Argentino ou Abierto de la República é um dos mais antigos torneios abertos de golfe da Argentina, disputado pela primeira vez em 1905, sob o nome de Campeonato Aberto do River Plate, e tem destacado vários vencedores notáveis, entre eles, os principais campeões Jimmy Demaret (1941), Lloyd Mangrum (1946), Tom Weiskopf (1979), Craig Stadler (1992), [ark Calcavecchia (1993, 1995), Mark O'Meara (1994) e Jim Furyk (1997).
O torneio é integrante do PGA Tour Latinoamérica, também  apresentado pelo European Tour em uma ocasião, em 2001. Nos anos seguintes, a crise financeira argentina obrigou em 2011 a reduzir consideravelmente o prêmio. Entre 2005 e 2008, o torneio foi fixado no Challenge Tour Europeu. Em 2008, foi remarcado para o mês de abril, o que significa que o Abierto de la República apareceu duas vezes durante a temporada 2008 do Challenge Tour.
O recorde de mais vitórias é detido pelo campeão do Aberto Britânico de 1967, Roberto DeVicenzo, que conquistou o título nove vezes entre 1944 e 1974. Os seguintes jogadores mais bem-sucedidos são: Vicente Fernández, com oito vitórias durante 32 anos, entre os anos de 1968 e 2000, a última em um playoff contra os também argentinos Eduardo Romero e José Jurado, que venceu sete vezes entre os anos de 1920 e 1932.

## Campeões
| Ano                                    | Campeão                    | Pontuação              | Vice-campeão(ões)                             | Local                  | Campeão amador                    |
| PGA Tour Latinoamérica                 | PGA Tour Latinoamérica     | PGA Tour Latinoamérica | PGA Tour Latinoamérica                        | PGA Tour Latinoamérica | PGA Tour Latinoamérica            |
| -------------------------------------- | -------------------------- | ---------------------- | --------------------------------------------- | ---------------------- | --------------------------------- |
| 2015                                   | Kent Bulle                 | 269                    | Juan Alvarez (a)                              | Jockey Club            |                                   |
| 2014                                   | Emiliano Grillo            | 266                    | Brad Hopfinger                                | Martindale CC          |                                   |
| 2013                                   | Marcelo Rozo               | 278                    | Jeff Gove                                     | Nordelta Golf Club     | Alejandro Tosti, Santiago Bauni   |
| 2012                                   | Ángel Cabrera              | 270                    | Miguel Carballo, Oscar Fraustro               | Nordelta Golf Club     | Alejandro Tosti                   |
| Circuito das Américas                  |                            |                        |                                               |                        |                                   |
| 2011                                   | Maximiliano Godoy          | 278                    | Guillermo Pumarol                             | Pilar Golf Club        | Jorge Fernández-Valdés            |
| 2010                                   | Jhonattan Vegas            | 270                    | Andrés Romero                                 | Jockey Club            | Thomas Baik                       |
| 2009                                   | César Costilla             | 282                    | Paulo Pinto, Julio Zapata                     | Nordelta GC            | Emiliano Grillo                   |
| Circuito das Américas e Challenge Tour |                            |                        |                                               |                        |                                   |
| 2008                                   | Antti Ahokas               | 270                    | Martin Monguzzi                               | Hurlingham GC          | Jorge Fernández-Valdés            |
| 2007                                   | Marco Ruiz                 | 275                    | Daniel Vancsik                                | Buenos Aires GC        | Emiliano Grillo                   |
| 2006                                   | Rafael Echenique           | 277                    | Ángel Cabrera, Ricardo González               | Pilar GC               | Alan Wagner                       |
| 2005                                   | Kevin Stadler              | 274                    | Ángel Cabrera                                 | Jockey Club            | Tomas Argonz                      |
| Circuito das Américas                  |                            |                        |                                               |                        |                                   |
| 2004                                   | José Cóceres*              | 278                    | Eduardo Romero                                | Buenos Aires GC        | Alfredo Heredia                   |
| 2003                                   | Rodolfo González*          | 281                    | Clodomiro Carranza                            | Olivos GC              | G. Fernandez Castaño              |
| 2002                                   | Ángel Cabrera              | 269                    | José Cóceres                                  | Hurlingham GC          | Jose Luis Campra                  |
| European Tour                          |                            |                        |                                               |                        |                                   |
| 2001                                   | Ángel Cabrera              | 268                    | Carl Pettersson                               | Jockey Club            | Matias Anselmo                    |
| Circuito das Américas                  |                            |                        |                                               |                        |                                   |
| 2000                                   | Vicente Fernández*         | 277                    | Eduardo Romero                                | Jockey Club            | Jaime Nougues                     |
| Circuito Sul-americano                 |                            |                        |                                               |                        |                                   |
| 1999                                   | Scott Dunlap               | 272                    | Ian Woosnam, José Cóceres                     | Martindale GC          | Matías O'Curry                    |
| 1998                                   | Raúl Fretes                | 271                    | Sergio García, Ángel Cabrera, Gustavo Mendoza | Jockey Club            | Sergio García                     |
| 1997                                   | Jim Furyk                  | 275                    | Chris DiMarco, Mathias Grönberg, Tim Hegna    | Jockey Club            | Julio Madero                      |
| 1996                                   | Pedro Martínez             | 272                    | Tim Herron                                    | Olivos GC              | Lee Jae In                        |
| 1995                                   | Mark Calcavecchia*         | 279                    | Andrew Magee                                  | Jockey Club            | Martin Lonardi                    |
| 1994                                   | Mark O'Meara               | 278                    | John Cook, César Monasterio                   | Buenos Aires GC        | Manuel Maglione                   |
| 1993                                   | Mark Calcavecchia          | 270                    | Miguel Guzmán                                 | Jockey Club            | Gustavo Piovano                   |
| 1992                                   | Craig Stadler*             | 276                    | Eduardo Romero                                | Olivos GC              | Francisco Aleman                  |
| 1991                                   | Jay Don Blake              | 273                    | Craig Stadler                                 | GC Argentino           | Marco Ruiz                        |
| 1990                                   | Vicente Fernández          | 268                    | Eduardo Romero                                | Mar del Plata GC       | Martin Travella                   |
| 1989                                   | Eduardo Romero             | 275                    | Luis Carbonetti                               | GC Argentino           | Roy Mackenzie                     |
| 1988                                   | Miguel Fernández           | 264                    | Vicente Fernández                             | Hurlingham GC          | Carlos Larrain                    |
| 1987                                   | Miguel Fernández           | 277                    | Eduardo Romero, Miguel Martin                 | Córdoba GC             | Fernando Chiesa                   |
| 1986                                   | Vicente Fernández          | 278                    | Miguel Fernández                              | San Isidro GC          | Fernando Chiesa                   |
| 1985                                   | Vicente Fernández          | 283                    | Adan Sowa, Antonio Ortiz, Rafael Alarcon      | Ranelagh GC            | Federico McNeil                   |
| 1984                                   | Vicente Fernández          | 279                    | Antonio Ortiz                                 | Olivos GC              | Juan Velazco                      |
| 1983                                   | Adan Sowa                  | 283                    | Antonio Ortiz                                 | San Andrés GC          | Luis Carbonetti                   |
| 1982                                   | Jorge Soto                 | 283                    | Vicente Fernández                             | Olivos GC              | Martin Travella                   |
| 1981                                   | Vicente Fernández          | 274                    | Jack Ferenz                                   | Jockey Club            | Jose Brañas                       |
| 1980                                   | Gary Hallberg              | 280                    | Vicente Fernández                             | Jockey Club            | Alvaro Canessa                    |
| 1979                                   | Tom Weiskopf               | 289                    | Alberto Rivadeneira                           | Olivos GC              | Jorge Eiras                       |
| 1978                                   | Adan Sowa                  | 283                    | Sam Torrance                                  | Jockey Club            | Oscar Vetere                      |
| 1977                                   | Florentino Molina          | 278                    | Vicente Fernández                             | Olivos GC              | Alberto Barreira                  |
| 1976                                   | Florentino Molina          | 274                    | Vicente Fernández                             | Jockey Club            | Jorge Ledesma                     |
| 1975                                   | Florentino Molina          | 281                    | Roberto DeVicenzo                             | Lomas Atletic Club     | Luis Carbonetti                   |
| 1974                                   | Roberto DeVicenzo          | 273                    | Vicente Fernández                             | Mar del Plata GC       | Edmundo Grasty                    |
| 1973                                   | Florentino Molina          | 272                    | Fidel de Luca, Leopoldo Ruiz                  | Hurlingham GC          | Roberto Monguzzi                  |
| 1972                                   | Fidel de Luca              | 283                    | Juan Quinteros, Jorge Soto                    | Córdoba GC             | Roberto Monguzzi                  |
| 1971                                   | Florentino Molina          | 275                    | Vicente Fernández                             | Hindú Club             | Alberto Barreira                  |
| 1970                                   | Roberto DeVicenzo          | 285                    | Fidel de Luca                                 | Río Cuarto GC          | Horacio Carbonetti                |
| 1969                                   | Vicente Fernández          | 271                    | Fidel de Luca, Orlando Tudino                 | Ranelagh GC            | Diego Correa                      |
| 1968                                   | Vicente Fernández          | 279                    | Fidel de Luca                                 | GC Argentino           | Guillermo Ehrman                  |
| 1967                                   | Roberto DeVicenzo          | 282                    | Alberto Rivadeneira                           | San Andres GC          | Jorge Ledesma                     |
| 1966                                   | Juan Carlos Castillo       | 277                    | Sebastian Nicolosi                            | Jockey Club            | Roberto Monguzzi                  |
| 1965                                   | Roberto DeVicenzo          | 277                    | Orlando Tudino                                | Hurlingham GC          | Oscar Cella                       |
| 1964                                   | Elcido Nari                | 283                    | Juan Martínez                                 | San Isidro GC          | Jorge Ledesma                     |
| 1963                                   | Jorge Ledesma (amador)     | 282                    | Roberto DeVicenzo                             | GC General San Martín  | Jorge Ledesma                     |
| 1962                                   | Ángel Miguel               | 285                    | Florentino Molina                             | Ituzaingó GC           | Jorge Ledesma                     |
| 1961                                   | Fidel de Luca              | 287                    | Esteban Sorolla                               | Lomas Atletic Club     | Jorge Ledesma                     |
| 1960                                   | Fidel de Luca              | 274                    | Leopoldo Ruiz                                 | Mar del Plata GC       | Jorge Ledesma                     |
| 1959                                   | Leopoldo Ruiz              | 289                    | Eduardo Blasi                                 | Hindú Club             | O. Cella, R. Benito, Garcia Merou |
| 1958                                   | Roberto DeVicenzo          | 278                    | Orlando Tudino                                | Rosario GC             | Juan Sugasti                      |
| 1957                                   | Leopoldo Ruiz              | 284                    | Juan Anzaldo, Juan Martínez                   | Ranelagh GC            | Jorge Ledesma                     |
| 1956                                   | Antonio Cerdá              | 281                    | Fidel de Luca                                 | Córdoba GC             | Angel Monguzzi                    |
| 1955                                   | Enrique Bertolino          | 273                    | Roberto DeVicenzo                             | Campos Argentinos      | Jorge Ledesma                     |
| 1954                                   | Fidel de Luca*             | 281                    | Arturo Soto                                   | Campos Argentinos      | Carlos Brachts                    |
| 1953                                   | Mário Gonzalez             | 280                    | Roberto DeVicenzo                             | Campos Argentinos      | Juan Segura                       |
| 1952                                   | Roberto DeVicenzo          | 287                    | Juan Anzaldo                                  | San Andrés GC          | Juan Segura                       |
| 1951                                   | Roberto DeVicenzo          | 278                    | Antonio Cerdá                                 | San Isidro GC          | Juan Segura                       |
| 1950                                   | Martín Pose*               | 283                    | Enrique Bertolino                             | Hurlingham GC          | Juan Segura                       |
| 1949                                   | Roberto DeVicenzo          | 270                    | Juan Anzaldo                                  | Olivos GC              | Alberto Texier                    |
| 1948                                   | Antonio Cerdá              | 286                    | Juan Anzaldo                                  | Hindú Club             | Alberto Texier                    |
| 1947                                   | Enrique Bertolino          | 279                    | Roberto DeVicenzo                             | GC Argentino           | Carlos Brachts                    |
| 1946                                   | Lloyd Mangrum*             | 271                    | Vic Ghezzi                                    | Jockey Club            | Mário Gonzalez                    |
| 1945                                   | Não houve torneio          | Não houve torneio      | Não houve torneio                             | Não houve torneio      | Não houve torneio                 |
| 1944                                   | Roberto DeVicenzo          | 288                    | Arturo Soto                                   | Ituzaingo GC           | Mário Gonzalez                    |
| 1943                                   | Marcos Churio              | 288                    | Emilio Serra, Leonardo Nicolosi               | San Andrés GC          | Luis Herrera                      |
| 1942                                   | Manuel Martín              | 298                    | Pedro Ledesma (amador)                        | Olivos GC              | Pedro Ledesma                     |
| 1941                                   | Jimmy Demaret              | 279                    | Eduardo Blasi, Enrique Bertolino              | San Isidro GC          | Tulio Martinez                    |
| 1940                                   | Mário Gonzalez (amador)    | 285                    | Emilio Serra, Leonardo Nicolosi               | GC Argentino           | Mário Gonzalez                    |
| 1939                                   | Martín Pose*               | 292                    | Emilio Serra                                  | Ranelagh GC            | Heriberto Buchanan                |
| 1938                                   | Paul Runyan                | 282                    | Andres Perez, Martin Pose                     | Ituzaingó GC           | Hector Villamil                   |
| 1937                                   | Henry Picard               | 288                    | Marcos Churio, Emilio Dunezat                 | San Andrés GC          | Harry Smith                       |
| 1936                                   | John Cruickshank           | 290                    | Juan Martínez                                 | Olivos GC              | Heriberto Buchanan                |
| 1935                                   | John Cruickshank           | 295                    | Marcos Churio                                 | GC Argentino           | Emilio Anchorena                  |
| 1934                                   | Marcos Churio              | 285                    | Enrique Bertolino                             | GC Argentino           | Heriberto Buchanan                |
| 1933                                   | Martín Pose                | 292                    | Tomas Genta                                   | Ituzaingó GC           | Hector Villamil                   |
| 1932                                   | Andrés A Pérez             | 297                    | Marcos Churio, Hector Frecero                 | Ranelagh GC            | Alfonso Moffatt                   |
| 1931                                   | José Jurado                | 289                    | John Cruickshank                              | Jockey Club            | Alberto Anchorena                 |
| 1930                                   | Tomás Genta                | 288                    | John Cruickshank, José Jurado                 | San Andrés GC          | M. Demaria Sala                   |
| 1929                                   | José Jurado                | 292                    | Marcos Churio                                 | Ituzaingó GC           | Wesley Smith                      |
| 1928                                   | José Jurado                | 293                    | Marcos Churio                                 | San Andrés GC          | T. Sanderson                      |
| 1927                                   | José Jurado                | 298                    | Andres Perez, Juan Eustace                    | Lomas Atletic Club     | John Cruickshank                  |
| 1926                                   | Marcos Churio              | 294                    | Lagrima Gonzalez                              | GC Argentino           | John Cruickshank                  |
| 1925                                   | José Jurado                | 320                    | Lagrima Gonzalez                              | Lomas Atletic Club     | Federico Elertondo                |
| 1924                                   | José Jurado                | 291                    | Ramon Rivarola                                | San Andrés GC          | John Cruickshank                  |
| 1923                                   | Andrés A Pérez             | 302                    | José Jurado                                   | San Andrés GC          | John Cruickshank                  |
| 1922                                   | Andrés A Pérez             | 300                    | José Jurado                                   | San Andrés GC          | Not held                          |
| 1921                                   | Andrés A Pérez             | 303                    | José Jurado                                   | GC Argentino           | Not held                          |
| 1920                                   | José Jurado                | 307                    | Andres Perez                                  | San Andrés GC          | H. Salmonson                      |
| 1919                                   | Raúl Castillo              | 307                    | José Jurado                                   | GC Argentino           | John May                          |
| 1918                                   | Juan Eustace               | 328                    | Raul Castillo                                 | San Andrés GC          | John May                          |
| 1917                                   | Lágrima González           | 305                    | Raul Castillo, Juan Eustace                   | Lomas Atletic Club     | Federico Elertondo                |
| 1916                                   | Lágrima González           | 305                    | Raul Castillo                                 | GC Argentino           | Federico Elertondo                |
| 1915                                   | Lágrima González           | 305                    | Alex Philip                                   | GC Argentino           | John May                          |
| 1914                                   | Raúl Castillo              | 318                    | Lagrima Gonzalez                              | San Andrés GC          | C. Watts                          |
| 1913                                   | Alex Philip                | 328                    | Mungo Park Jr.                                | San Andrés GC          | H. Hickey                         |
| 1912                                   | Mungo Park, Jr.            | 308                    | Lagrima Gonzalez, Juan Eustace                | San Andrés GC          | A. Kidd                           |
| 1911                                   | Rodolfo Castillo           | 301                    | Juan Eustace                                  | San Andrés GC          | H. Bucknall                       |
| 1910                                   | Alex Philip                | 306                    | Juan Eustace                                  | GC Argentino           | P. Aste                           |
| 1909                                   | Raúl Castillo              | 317                    | P. Aste (amador), E. Donet (amador)           | San Andrés GC          | P. Aste, E. Donet                 |
| 1908                                   | Frank Sutton (amador)      | 307                    | Mungo Park, Jr.                               | Buenos Aires GC        | Frank Sutton                      |
| 1907                                   | Mungo Park, Jr.            | 305                    | Jack Park                                     | Buenos Aires GC        | J.A. Brown                        |
| 1906                                   | John Avery Wright (amador) | 158                    | Mungo Park, Jr., Frank Sutton (amador)        | Buenos Aires GC        | J. Avery Wright                   |
| 1905                                   | Mungo Park, Jr.            | 167                    | Juan Dentone, H. Bucknall (amador)            | Buenos Aires GC        | H. Bucknall                       |

* - denota a vitória após um playoff